# Slumberland - Nel mondo dei sogni
Slumberland - Nel mondo dei sogni (Slumberland) è un film del 2022 diretto da Francis Lawrence.
La pellicola è basata sul personaggi dei fumetti Little Nemo di Winsor McCay

## Trama
Una bambina di nome Nemo vive in un faro con suo padre Peter, il guardiano del faro. Peter le insegna a fare la manutenzione del faro e le racconta le sue avventure con un personaggio di nome Flip alla ricerca di una grotta di perle magiche che esaudiscono i desideri.
Una tempesta si scatena e Peter muore cercando di aiutare una barca in difficoltà. Poiché la madre è morta e non ha altri parenti in vita, dopo il funerale del padre Nemo viene mandata a vivere con lo zio Philip. Questi possiede un'azienda di pomelli e vive nella città metropolitana. Nemo vive una vita molto diversa con Philip, abituata alla vita solitaria nel faro.
Svegliata una notte quando il suo maialino di peluche prende vita, Nemo si ritrova in Slumberland, il mondo dei sogni. Viene riportata al faro dal suo letto animato, dove incontra Flip, un fuorilegge testardo e amabile. Flip chiede a Nemo di una mappa magica, ma lei non ne sa nulla e lui la spinge giù da una scogliera per cacciarla da Slumberland svegliandola. Lei trova la mappa nel mondo della veglia e riesce a riportarla a Slumberland, dove Flip accetta a malincuore di portarla con sé  al mare degli incubi, dove sono nascoste le perle per farle desiderare il padre nei suoi sogni.
Flip racconta a Nemo di essersi rifiutato di svegliarsi per così tanto tempo da non ricordare più chi fosse quando era sveglio. Usa la mappa come guida nei vari sogni. I due vengono attaccati da un incubo e inseguiti dall'agente Green dell'Ufficio Per Le Attività Del Subconscio (UPAS) che vuole imprigionare Flip per sempre per non essersi mai svegliato e aver rovinato i sogni degli altri. I due fuggono da Green, passando attraverso sogni di danza, guida di camion e uffici, ma alla fine Flip viene catturato e imprigionato.
Philip dice a Nemo che non sogna mai e Nemo capisce che Flip è il suo alter ego onirico. Prende in prestito gli strumenti per scassinare le serrature di Philip e va a Slumberland per salvare Flip dal carcere dell'UPAS. I due fuggono dall'agente Green su enormi oche e trovano la strada per tornare al faro dei sogni. Mentre stanno per tuffarsi nell'oceano per trovare le perle, Nemo dice a Flip di essere il sogno di Philip e lui risponde che non cambia nulla, non si sveglierà mai. Nemo si sveglia e viene strappata dal torpore.
Quella notte, Nemo esce di nascosto dall'appartamento di Philip e naviga in acque agitate fino al faro. Nella barca sbatte la testa e sviene, il che la fa finire in Slumberland. Nel Mare degli Incubi, Nemo trova una perla dei desideri, ma viene inseguita dall'incubo. Flip arriva a salvarla con un aereo e i due si schiantano attraverso i vari sogni, inseguiti dall'incubo. Nel mondo della veglia, Nemo scivola dalla piccola barca a vela e finisce in acqua. Philip è su una barca di salvataggio nelle vicinanze, terrorizzato dalla tempesta. L'incubo afferra Flip e Nemo usa il suo desiderio per riunire Flip a Philip. Nel mondo della veglia, Philip è incoraggiato e si tuffa in acqua per salvare Nemo, ma lei è incosciente e non respira.
A Slumberland, l'agente Green dice a Nemo che deve scegliere se tornare nel mondo della veglia e le dice che Maiale (il nome del suo maialino di peluche) ha una seconda perla dei desideri. Nemo desidera rivedere suo padre. Questi appare e le dice che è orgoglioso di lei e che è pronta ad affrontare qualsiasi cosa le riservi il mondo. Decide di tornare nel mondo della veglia dove viene rianimata.

## Distribuzione
Il film è stato distribuito sulla piattaforma Netflix a partire dal 18 novembre 2022.